# Álamo (empresa)
Álamo foi uma empresa brasileira de dublagem, fundada em 1972 pelo britânico Michael Stoll, ex-técnico de som da Companhia Cinematográfica Vera Cruz, e sediada na cidade de São Paulo. Conhecida por ser uma das maiores empresas do ramo do país, foi em 1995 a primeira da América Latina a gravar filmes com som Dolby Stereo. Seu proprietário e presidente à época do fechamento era Alan Mark Stoll, filho do fundador.
Por sete anos, a Álamo funcionou em uma casa na Rua Major Sertório, na Vila Buarque. Em 1979, transferiu-se para um prédio na Rua Fidalga, nº 568, na Vila Madalena, permanecendo lá até o seu fechamento.
Em 11 de maio de 2011, após quase quarenta anos de atividade, a empresa anunciou o encerramento das atividades. O motivo seria a acirrada concorrência de empresas menores, o que estaria causando uma crise de operações interna. Com isso, a Álamo encerrou suas atividades em agosto de 2011, após cumprir todos os trabalhos e gravações que já haviam sido agendados.